# 冰解離

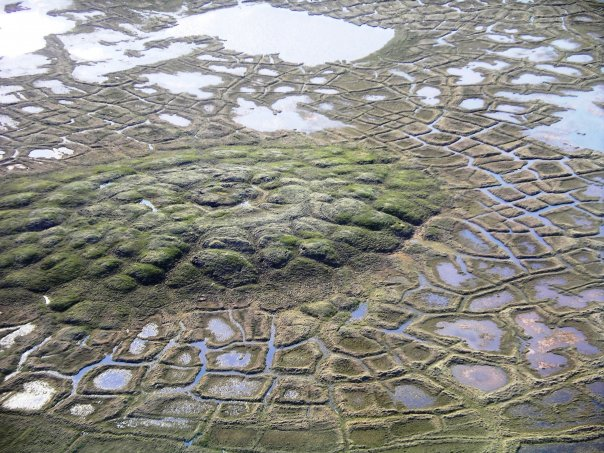
在北極苔原中，由於週期性的冰透鏡形成而造成Pingo

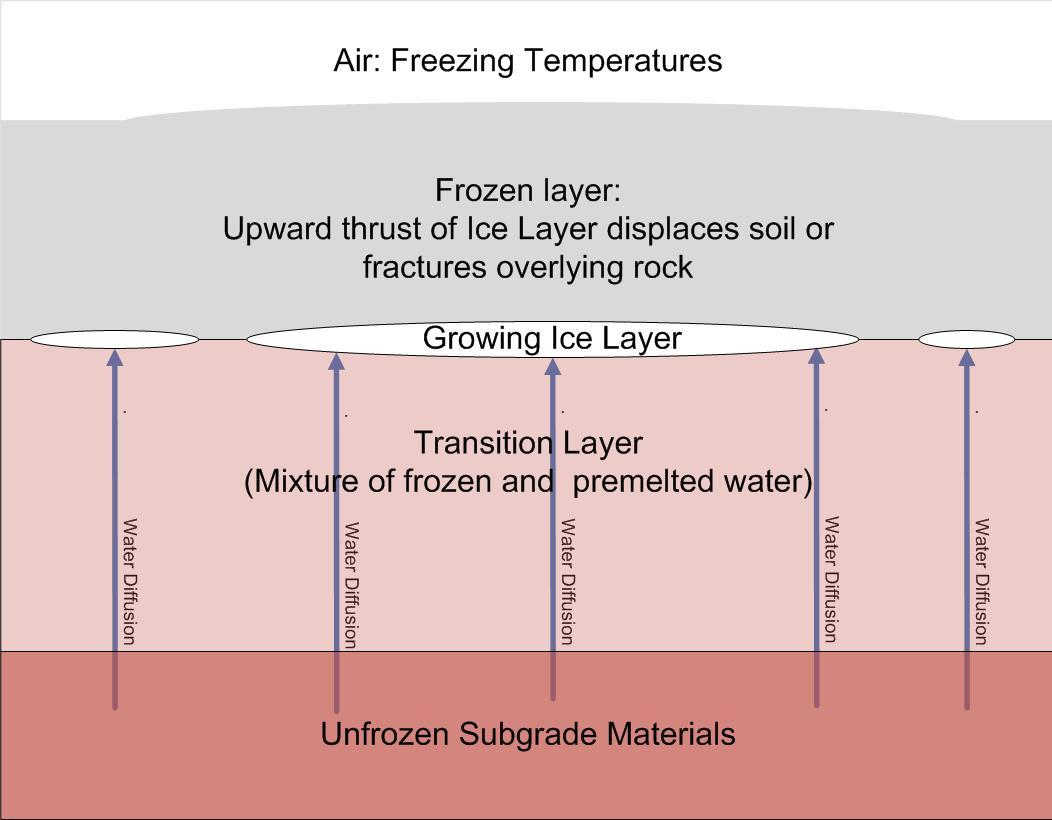
在寒冷氣候中形成冰透鏡導致冰凍脹

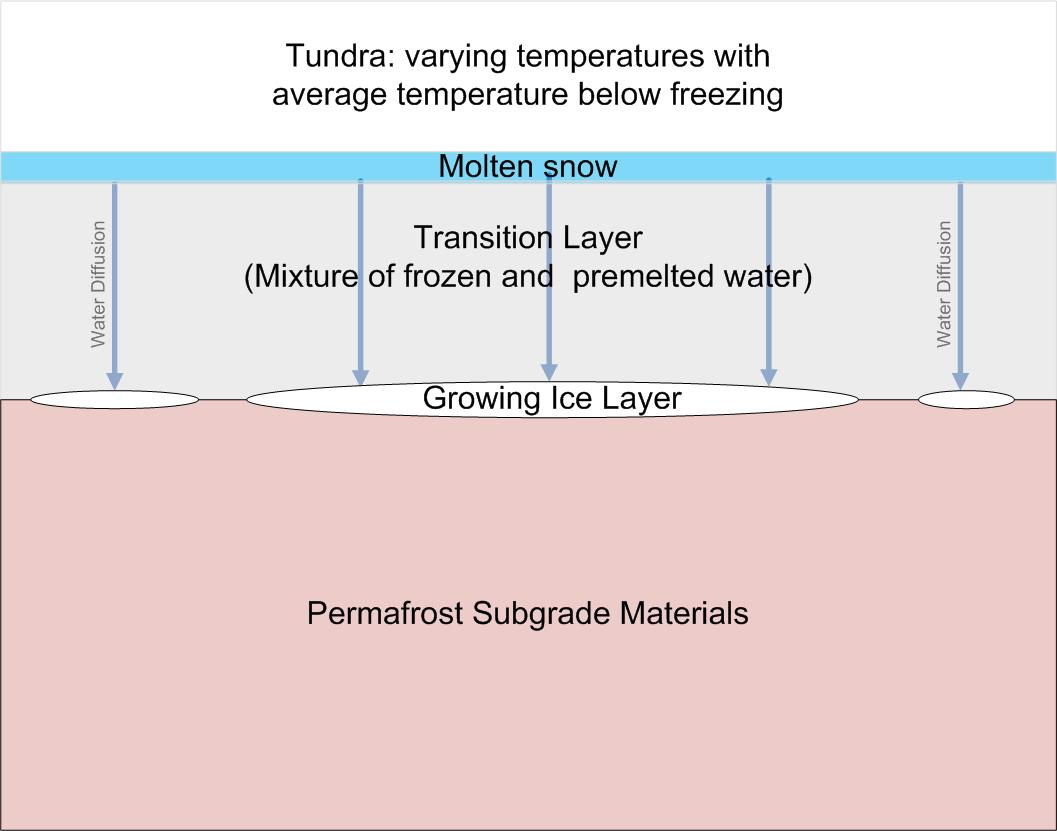
Ice Lens formation within tundra.

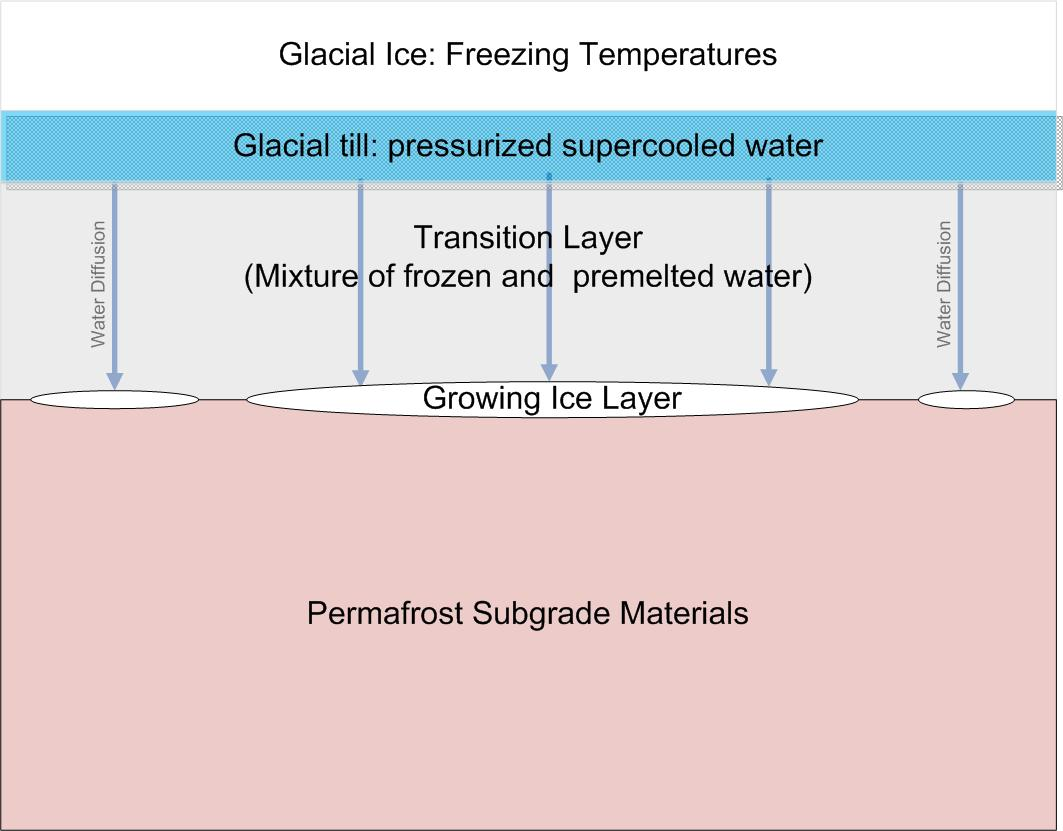
冰透鏡生長在冰積層和冰川冰下的基岩中的冰透鏡

 苔原內的冰透鏡形成
冰解離（英語：Ice segregation）
是由冰透鏡的形成而產生的地質侵蝕現象，冰透鏡是當水分在土壤或岩石中擴散時, 在局部區域積聚時，若溫度降低形成的冰體。冰的生長需要供水，由土壤中的毛細作用將水輸送。由於上覆土壤的重量，限制了冰的向上生長，就在土壤內形成一個透鏡狀冰區域。土壤必須有足夠的孔隙度讓水性通過毛細管作用上升，但孔隙度又不能太高到破壞毛細管的連續性。
冰最初聚集在孔隙或裂縫中，只要水分能繼續補充，溫度低於冰點，冰就會繼續聚集並成長成透鏡體，將土壤或岩石楔開。冰透鏡平行於地表生長，在土壤或岩石中深達幾厘米到幾分米（英寸到英尺）。 研究表明，冰解離（ice segregation）比凍融能更有效造成岩石的破裂 。
冰透鏡的形成由凍脹引起土壤隆起和基岩斷裂的關鍵作用，是在寒冷地區的主要風化作用。凍脹會產生岩石碎片，並改變景觀。儘管在冰緣地區（高山、亞極地和極地）的岩石破裂通常歸因於孔隙和裂縫中的水的凍結和體積膨脹，但大部分凍脹和基岩破裂是由冰解離和冰透鏡生長引起的。
凍脹是指當水向上進入到土壤中的冰凍溫度深度時，就結冰引起土壤向上膨脹。